# Mochales
Mochales é um município da Espanha na província de Guadalajara, comunidade autónoma de Castilla-La Mancha, de área 32,64 km² com população de 90 habitantes (2004) e densidade populacional de 2,76 hab/km².

## Demografia
| Variação demográfica do município entre 1991 e 2004 | Variação demográfica do município entre 1991 e 2004 | Variação demográfica do município entre 1991 e 2004 | Variação demográfica do município entre 1991 e 2004 |
| --------------------------------------------------- | --------------------------------------------------- | --------------------------------------------------- | --------------------------------------------------- |
| 1991                                                | 1996                                                | 2001                                                | 2004                                                |
| 154                                                 | 127                                                 | 102                                                 | 90                                                  |